# Tartu (comune rurale)
Tartu è un comune rurale dell'Estonia meridionale, nella contea di Tartumaa. Il comune rurale (in estone vald) amministra il contado della città (in estone linn) di Tartu, costituita comune a sé; capoluogo del comune rurale è il borgo (in estone alevik) di Kõrveküla.

## Località
Oltre al capoluogo, il comune comprende un altro borgo, Lähte, e 41 località (in estone küla):
Aovere · Arupää · Erala · Haava · Igavere · Jõusa · Kärkna · Kastli · Kikivere · Kobratu · Kükitaja · Kukulinna · Lammiku · Lombi · Maramaa · Metsanuka · Möllatsi · Nigula · Nõela · Õvi · Puhtaleiva · Pupastvere · Saadjärve · Salu · Soeküla · Soitsjärve · Sojamaa · Sootaga · Taabri · Tammistu · Tila · Toolamaa · Väägvere · Vahi · Vasula · Vedu · Vesneri · Viidike · Vilussaare · Võibla